# Stanisław Mokronowski
Stanisław Mokronowski (Bogucin, 10 gennaio 1761 – Varsavia, 19 ottobre 1821) fu un eminente membro della szlachta, la nobiltà rurale polacca, nonché ciambellano.
Prese parte alla guerra russo-polacca del 1792 e all'Insurrezione di Kościuszko del 1794.

## Biografia
Stanisław Mokronowski nacque nel 1761 da Ludwik e da Józefa Czosnowska. Educato presso i gesuiti, studiò poi presso la Szkoła Rycerska (Scuola per Cavalieri, nota anche come Corpo dei Cadetti) a Varsavia e più tardi a Parigi. Entrò nei ranghi militari in Polonia, ma per qualche anno prestò servizio nelle Forze armate francesi.

### Confederazione polacco-lituana

#### Quattro anni in Parlamento
Tornato in Polonia nel 1788, nel sejmik di Wyszogród fu eletto deputato al Sejm (parlamento) nazionale, diventando membro del Grande Sejm Divenne alleato della famiglia Poniatowski. 
Nel 1792, durante la Guerra russo-polacca del 1792 egli ebbe il grado di vicebrigadiere (wicebrygadier), e dopo essersi distinto nella battaglia di Zieleńce fu promosso luogotenente generale e divenne il quarto a ricevere l'Ordine Virtuti militari, dopo il Principe Józef Poniatowski, Tadeusz Kościuszko e Michał Wielhorski il Giovane.

#### L'insurrezione di Kościuszko
Nel 1794, Kościuszko era comandante delle truppe polacche a Varsavia e prese parte all'insurrezione di Varsavia contro la guarnigione russa che occupava la città. I Russi vennero sconfitti in due giorni e si ritirarono dalla città con gravi perdite. Durante l'insurrezione egli aveva il ruolo di comandante della città e delle Forze Nazionali del Ducato di Masovia (komendant miasta Warszawy i Siły Zbrojnej Księstwa Mazowieckiego). Egli fu eletto membro del Consiglio Provvisorio del ducato di Masovia (polacco: Rada Zastępcza Tymczasowa), ma a causa del suo criticare fu tolto dal corpo politico) Come comandante militare fu importante nella difesa di Varsavia (comandante della difesa alla battaglia di Błonie), e in Lituania, dove diresse la ritirata delle forze della Confederazione polacco-lituana verso Varsavia.Insieme al Principe Poniatowski, Michał Wielhorski il Giovane e il Principe Sanguszko, formò il nocciolo della fazione di "corte" tra gli insurrezionisti.
Dopo la sconfitta dell'Insurrezione, si ritirò in Italia, ma tornò in Polonia poco prima di morire. Egli fu coinvolto nella costruzione del monumento a Józef Poniatowski in Varsavia.

## Vita privata
Nel 1793, sposò Maria Marianna Sanguszko-Kowelska dalla quale ebbe, nel 1804, una figlia, Antonina Mokronowski.